# Sisowath Monipong
Sisowath Monipong (tiếng Khmer: ស៊ីសុវត្ថិ មុនីពង្ស; 25 tháng 8 năm 1912 – 31 tháng 8 năm 1956) là con trai thứ hai của cựu Quốc vương Campuchia Sisowath Monivong và Vương hậu Norodom Kanviman Norleak Tevi. Ông tham gia vào chính trường Campuchia trong và sau Thế chiến thứ hai.

## Tiểu sử
Monipong bắt đầu học ở Campuchia, trước khi được gửi sang Pháp, ở tại Grasse rồi chuyển sang Nice, từ năm 1927, dưới sự kiểm soát của Toàn quyền Đông Dương François Marius Baudoin. Trở lại Campuchia vào năm 1930, ông đã dành trọn một năm tu tập tại thiền viện Vatt Botum Vaddey ở Phnôm Pênh.
Năm sau, vị hoàng tử này quay trở lại Pháp, rồi sau cùng nhập học học viện danh tiếng École spéciale militaire de Saint-Cyr-Coëtquidan. Năm 1939, ông gia nhập Không quân Pháp và tham gia các hoạt động quân sự chống phát xít Đức cho đến tháng 6 năm 1940. Sau khi phụ hoàng qua đời vào ngày 23 tháng 4 năm 1941, người cháu trai là Quốc vương Norodom Sihanouk đã tôn vinh ông bằng danh hiệu "Preah Ang Krom Luong" vào ngày 2 tháng 5 năm 1941.
Từ năm 1941 trở đi, Hoàng thân Sisowath Monipong tham gia tích cực vào chính trường Campuchia. Ông được triều đình bổ nhiệm làm Đại biểu Hoàng gia về Y tế, Thể thao và Kinh tế và vào năm 1946, về sau còn được cất nhắc làm Bộ trưởng Bộ Giáo dục Quốc gia trong chính phủ dưới sự lãnh đạo từ hoàng huynh của mình là Thân vương Samdech Krom Preah Sisowath Monireth. Tháng 5 năm 1949, ông được bổ nhiệm làm Tổng Giám đốc Vụ Hoàng cung và vào tháng 11 năm 1949, sang Paris làm đại diện cho Campuchia ký hiệp ước đầu tiên giữa Pháp và Campuchia, như một phần của Liên hiệp Pháp. Cuối cùng, vào năm 1950, ông được bổ nhiệm làm Thủ tướng Chính phủ từ ngày 1 tháng 6 năm 1950 đến ngày 3 tháng 3 năm 1951.

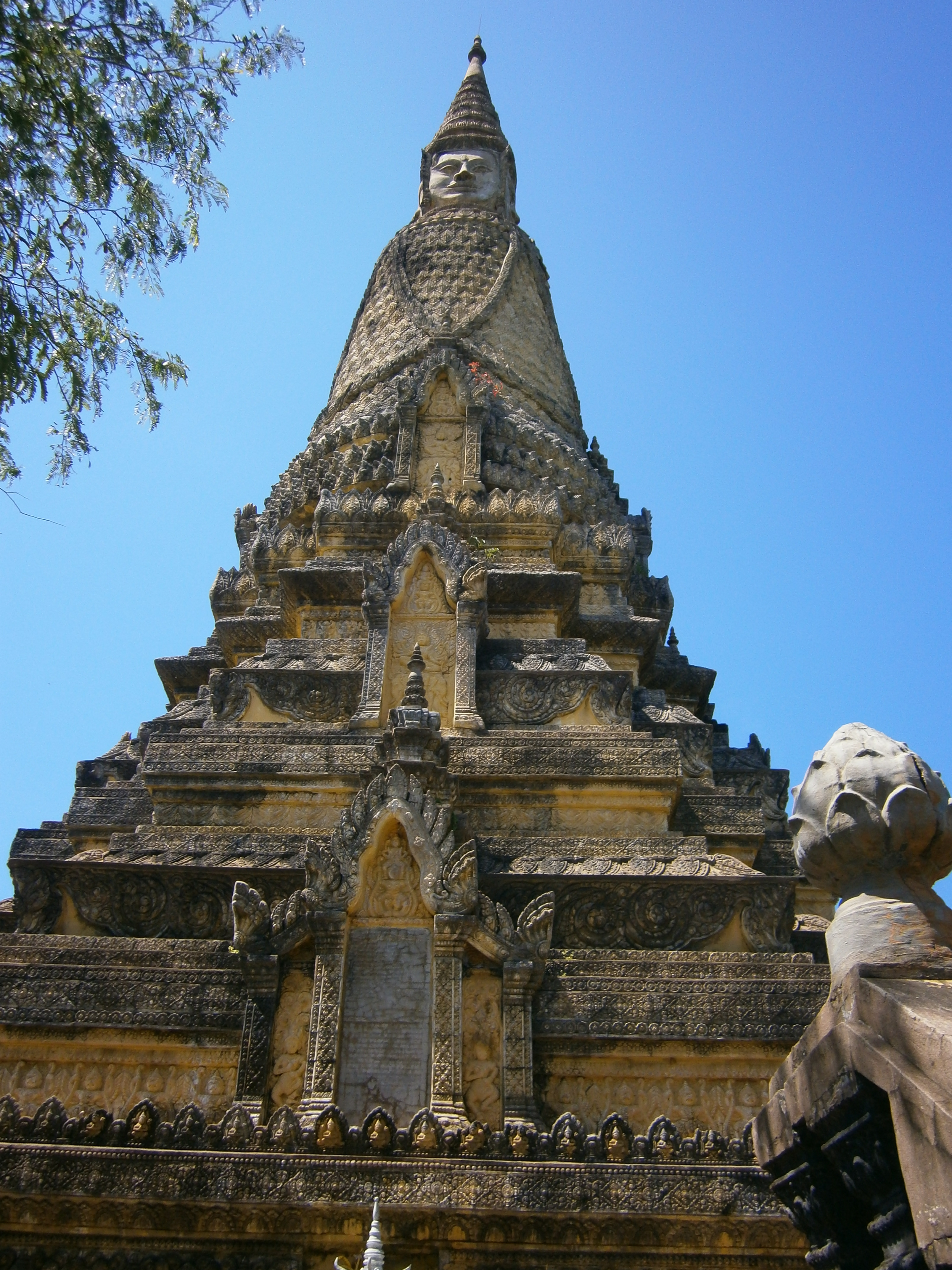
Tro cốt của Hoàng tử Sisowath Monipong được đặt trong phù đồ giống như phụ hoàng Sisowath Monivong ở Oudong.

Năm 1955, sau khi Norodom Sihanouk thoái vị và được sự đề cử của Quốc vương Norodom Suramarit và Samdech Preah Mahaksatriyani Vương hậu Sisowath Kosamak Nearirâth Serey Vatthana, chị gái của ông, hoàng tử Sisowath Monipong được chính phủ bổ nhiệm làm Đại sứ Campuchia tại Pháp, ít lâu sau thì ông qua đời vì một cơn đau tim ở Paris vào ngày 31 tháng 8 năm 1956. Tang lễ của ông diễn ra ở Phnôm Pênh vài năm sau đó, theo truyền thống cổ xưa của chế độ quân chủ Khmer. Tro cốt của ông được trưởng nam là Hoàng tử Sisowath Samyl Monipong đem cất giữ trong phù đồ của vua Sisowath Monivong nằm trên ngọn đồi linh thiêng Phnom Preah Reach Troap ở Oudong.

## Đời tư
Hoàng tử Sisowath Monipong có 5 người vợ và 13 người con:
- với hoàng phi Neak Moneang Andrée Lambert:
  - Hoàng tử  Sisowath Samyl Monipong (11 tháng 4, 1941)
- với thứ phi Neak Moneang Phit Sopheak Samosan Chhomya:
  - Công chúa Sisowath Pongsirya (23 tháng 2, 1942 – 1975)
  - Hoàng tử Sisowath Monisisowath (20 tháng 1, 1943 – 1975)
  - Công chúa Sisowath Moniringsy (6 tháng 2, 1944)
- với thứ phi Mam Duong Monirak Ous:
  - Công chúa Sisowath Lysa (20 tháng 11, 1942 – 1975)
- với thứ phi Neak Moneang Son Sunneary:
  - Công chúa Sisowath Sovethvong (17 tháng 9, 1945 – 1994)
  - Công chúa Sisowath Pongneary (29 tháng 5, 1947)
  - Công chúa Sisowath Monisophea (1 tháng 6, 1949 – 1975)
  - Hoàng tử Sisowath Duong Daravong (10 tháng 8, 1950 – 1974)
- với thứ phi Neak Moneang Chan Sorey:
  - Hoàng tử Sisowath Reymoni (23 tháng 6, 1952 - 1975)
  - Công chúa Sisowath Siviman (8 tháng 5, 1953 - 1975)
  - Công chúa Sisowath Phuong Nara Sylvia (9 tháng 11, 1954)
  - Công chúa Sisowath Ponnirath (25 tháng 9, 1956 - 1975)